# Saint-Barthélemy-de-Séchilienne
 Saint-Barthélemy-de-Séchilienne  es una población y comuna francesa, en la región de Ródano-Alpes, departamento de Isère, en el distrito de Grenoble y cantón de Vizille.

## Demografía
| 355 | 361 | 358 | 525 | 635 | 530 |
| Para los censos de 1962 a 1999 la población legal corresponde a la población sin duplicidades (Fuente: INSEE [Consultar]) |     |     |     |     |     |